# Nepenthes inermis
Nepenthes inermis Danser, 1928 è una pianta carnivora della famiglia Nepenthaceae, endemica di Sumatra, dove cresce a 1500–2600 m.

## Conservazione
La Lista rossa IUCN classifica Nepenthes inermis come specie a rischio minimo (Least Concern).